# Тео Бонгонда
Тео Бонгонда (нар. 20 листопада 1995, Шарлеруа, Бельгія) — бельгійський футболіст, нападник російського клубу «Спартак» та національної збірної ДР Конго.

## Клубна кар'єра
Тео Бонгонда — вихованець футбольної школи талантів «Льєрсу». На дорослому рівні почав виступати за «Зюлте-Варегем». Свій перший виступ у команді провів 15 грудня 2013 року у грі чемпіонату Бельгії проти «Льєрса». 1 березня 2014 року у грі в рамках чемпіонату проти «Васланд-Беверен» Бонгонда відзначився гольовою передачею на Свена Кумса. 29 березня в поєдинку плей-офф проти «Генка» віддав дві гольових передачі. 20 квітня 2014 нападник забив перший гол у своїй професійній кар'єрі (у грі проти «Локерена»).
9 січня 2015 уклав угоду з іспанською «Сельтою». Сама угода розрахована на 4,5 роки, сума — 1 мільйон євро. 8 квітня 2015 у грі проти «Гранади» забив свій перший гол за «Сельту».
Однак вже 2017 року гравця було віддано в оренду до турецького «Трабзонспора», а ще за півроку — до рідного «Зюлте-Варегем», який влітку 2018 уклав зі своїм вихованцем повноцінний чотирирічний контракт. А влітку 2019 року перейшов до лав «Генк», у складі якого відразу ж став володарем Суперкубка Бельгії.

## Титули і досягнення
- Володар Суперкубка Бельгії (1):

«Генк»: 2019
- Володар Кубка Бельгії (1):

«Генк»: 2020-21